# 岡冨俊一
岡冨 俊一（おかとみ しゅんいち、1961年8月5日 - 2024年5月27日 ）は、鹿児島県出身の調教助手・元騎手。
実子の匠悟は池添兼雄厩舎の調教助手。

## 来歴
馬事公苑の騎手養成所を経て、1982年に騎手免許を取得し、栗東・中村覚之助厩舎よりデビュー。同年3月6日の中京第5競走4歳新馬・インターカーク（9頭中4着）で初騎乗を果たし、同年6月6日の阪神第11競走5歳以上400万下・リニアキングで初勝利を挙げた。1年目の同年は初勝利を挙げた後、同12日・翌13日と阪神で初の2日連続勝利、26日の中京では初の1日2勝をマーク。9月12日の阪神では初の1日3勝を記録し、最終的には30勝を挙げた。
2年目の1983年に阪神障害ステークス（春）を覚之助の実子の中村均が管理するキョウエイウオリアで勝ち、重賞初制覇を飾る。同年にはダートを2連勝したジョーキジルクムで優駿牝馬（オークス）に騎乗するが、中村は開業5年目、担当厩務員はトレセンに入ったばかりの20代であった。パドックで岡富は顔に真っ青にしたが、レースでは5頭横一線でタイム差無しの史上稀に見る激戦の4着に導く。2年目の同年も前年と同じ30勝を挙げ、3年目の1984年からは10勝台が続く。同年のオークスをトウカイローマンで制し自身唯一のGI及びクラシック制覇を挙げるが、この時は緻密な計算で練り上げた作戦を中村から伝授され、岡富も前年の経験から緊張せずに作戦を忠実に実行し、25頭中9番人気ながらダイアナソロンの二冠を阻止した。
その後はヤマニンアピールを筆頭に障害競走で実績を残したが、1989年の阪神大賞典ではナムラモノノフに騎乗。レース前に「8着に入れば上出来」と言っていたが、早めに抜け出したところを1番人気のスルーオダイナが迫って並んだところで入線、写真判定の結果、鼻差だけ凌ぎ、久しぶりの平地重賞勝利となった。レース後に「ゴール板を過ぎても、勝ったかどうかは確信が持てなかった。着順が出てからも、早く確定して欲しいって頭の中はそれだけ。本当にうまくはまりました」と振り返った。ナムラモノノフには1991年の京都大障害（春）でも騎乗して勝利しており、同じ馬に騎乗して平地と障害で重賞を勝つという記録を作ったが、これは岡冨が初めて達成したものである。
1989年はスターサンシャインで毎日杯・京都4歳特別、ハツシバエースで朝日チャレンジカップを制すなど、平地重賞4勝をマーク。1990年からはフリーに転身して14勝を挙げるが、1991年は7勝と初の1桁に終わり、デビューから続けていた2桁勝利が9年連続でストップ。1992年には2年ぶりの2桁となる11勝と盛り返すが、結局は自身最後の2桁勝利となった。1993年と1995年は平地0勝に終わり、上田三千夫厩舎所属となった1996年には、2年ぶりに平地でも勝利を挙げるなど9勝をマークするが、12月14日の阪神第4競走4歳以上500万下・セフティーカイザーで挙げたのが最後の平地勝利となった。1998年からは再びフリーとなり、1999年の第1回阪神スプリングジャンプではファイブポインターで逃げ切って、8年ぶり自身最後の重賞勝利を飾る。2000年からは田所清広厩舎所属となり、2002年9月2日の小倉第5競走障害3歳以上未勝利・ロードスプレッドが最後の勝利を挙げる。同年に同馬で出走した阪神ジャンプステークス（14頭中9着）が最後の重賞騎乗となり、2003年1月26日の京都第5競走障害4歳以上未勝利・ボストンセイコウ（競走中止）が最終騎乗となった。
2003年4月20日に現役を引退し、田所清広厩舎の調教助手に転身。田所が2010年に死去したため、森田直行厩舎の調教助手へ。
2024年5月27日、病気のため死去。62歳没。

## 成績
| 通算成績 | 1着 | 2着 | 3着 | 4着以下 | 騎乗回数 | 勝率 | 連対率 |
| -------- | --- | --- | --- | ------- | -------- | ---- | ------ |
| 平地     | 129 | 131 | 146 | 1622    | 2028     | .064 | .128   |
| 障害     | 101 | 112 | 83  | 616     | 912      | .111 | .234   |
| 計       | 230 | 243 | 229 | 2238    | 2940     | .078 | .161   |

### 主な騎乗馬
- キョウエイウオリア（1983年阪神障害ステークス・春、1986年阪神障害ステークス・秋）
- トウカイローマン（1984年優駿牝馬）
- ヤマニンアピール（1988年阪神障害ステークス・春、京都大障害・春、京都大障害・秋、中山大障害）
- ナムラモノノフ（1989年阪神大賞典、1991年京都大障害・春
- スターサンシャイン（1989年毎日杯、京都4歳特別）
- ハツシバエース（1989年朝日チャレンジカップ）
- ファイブポインター（1999年阪神スプリングジャンプ）